# Pseudoscolia
Pseudoscolia (лат.) — род песочных ос из подсемейства Philanthinae (триба Pseudoscoliini).

## Распространение
Палеарктика: от Канарских островов и Северной Африки до Средней Азии и Сибири. В Европе около 2 видов. Для СССР указывалось около 6 видов.
В мире 49 видов, в Палеарктике 48, в России 5 видов.

## Описание
Мелкие осы (5—7 мм) чёрного цвета с беловатоыми или желтоватыми отметинами. Нижнечелюстные щупики 6-члениковые, нижнегубные щупики состоят из 4 сегментов. Мандибулы без зубцов. Гнездятся в земле. Биология плохо изучена, ловят пчёл и муравьёв.

## Систематика
Около 50 рецентных видов. Относится к трибе Pseudoscoliini из подсемейства Philanthinae.
- Pseudoscolia aequatoria[10]
- Pseudoscolia angelae  (Kohl, 1891)
- Pseudoscolia anuae Saini, 2024[11]
- Pseudoscolia araxis  (Kohl, 1891)
- Pseudoscolia arkadii Kazenas, 2004 — Туркмения[4]
- Pseudoscolia armata Kazenas, 1994[8]
- Pseudoscolia berlandi  (de Beaumont, 1949)
- Pseudoscolia camela Schmid-Egger, 2014
- Pseudoscolia clavata Kazenas, 1994
- Pseudoscolia corporica Kazenas, 1994[8]
- Pseudoscolia dentata Kazenas, 2004[12]
- Pseudoscolia desertica Kazenas, 1994
- Pseudoscolia dewitzi (Kohl, 1889)
- Pseudoscolia diversicornis  (F.Morawitz, 1894)
- Pseudoscolia efflatouni (Mochi, 1939)
- Pseudoscolia espanoli  (Giner Marí, 1947)
- Pseudoscolia ferruginea Radoszkowski, 1879
- Pseudoscolia flava Kazenas, 1994
- Pseudoscolia fronticalis Kazenas, 1994
- Pseudoscolia fusca Kazenas, 1994
- Pseudoscolia gloriosa Kazenas, 1994
- Pseudoscolia heptapotamiensis Kazenas, 1994
- Pseudoscolia iliensis Kazenas, 1994
- Pseudoscolia internalis Kazenas, 1994
- Pseudoscolia ishkovi Kazenas, 1994
- Pseudoscolia kysylkumica Kazenas, 1993[13]
- Pseudoscolia leleji Kazenas, 1994
- Pseudoscolia lyauteyi  (von Schulthess, 1924)
- Pseudoscolia maculata Radoszkowski, 1876 typus
- Pseudoscolia marshakovi Kazenas, 1994[8]
- Pseudoscolia martinezi Suárez, 1981
- Pseudoscolia mitjaevi Kazenas, 2004[12]
- Pseudoscolia nesterovi Kazenas, 1996[14]
- Pseudoscolia pharaonum  (Kohl, 1898) — Египет
- Pseudoscolia repetekensis Kazenas, 1994[8]
- Pseudoscolia shestakovi  (Gussakovskij, 1952)[15]
- Pseudoscolia simplicicornis (F. Morawitz, 1981)
  - =Anthopilus variegatus F. Morawitz, 1889
- Pseudoscolia sinaitica  (Mochi, 1939)
- Pseudoscolia soikae  (Mochi, 1939)
- Pseudoscolia sorosi Kazenas, 1996
- Pseudoscolia spinulicollis  (Mochi, 1939)
- Pseudoscolia splendida  (Giner Marí, 1945)
- Pseudoscolia syrdariensis Kazenas, 2004[12]
- Pseudoscolia theryi  (Vachal, 1893)
- Pseudoscolia tobiasi Kazenas, 2004[12]
- Pseudoscolia tricolor (Giner Marí, 1945)
- Pseudoscolia tridentata Kazenas, 1994
- Pseudoscolia turkmenica Kazenas, 1994
- Pseudoscolia zaisanica Kazenas, 1994[9]